# Ampelocissus erdvendbergiana
Ampelocissus erdvendbergiana är en vinväxtart som beskrevs av Jules Émile Planchon. Ampelocissus erdvendbergiana ingår i släktet Ampelocissus och familjen vinväxter. Inga underarter finns listade i Catalogue of Life.